# 铲齿象
铲齿象（学名：Platybelodon）是一种大型食草哺乳动物。它生存于中新世，约1500万-1000万年前，范围包括非洲、欧洲、亚洲和北美。虽然当时它数量众多，但是在中新世灭绝。

## 古生态学

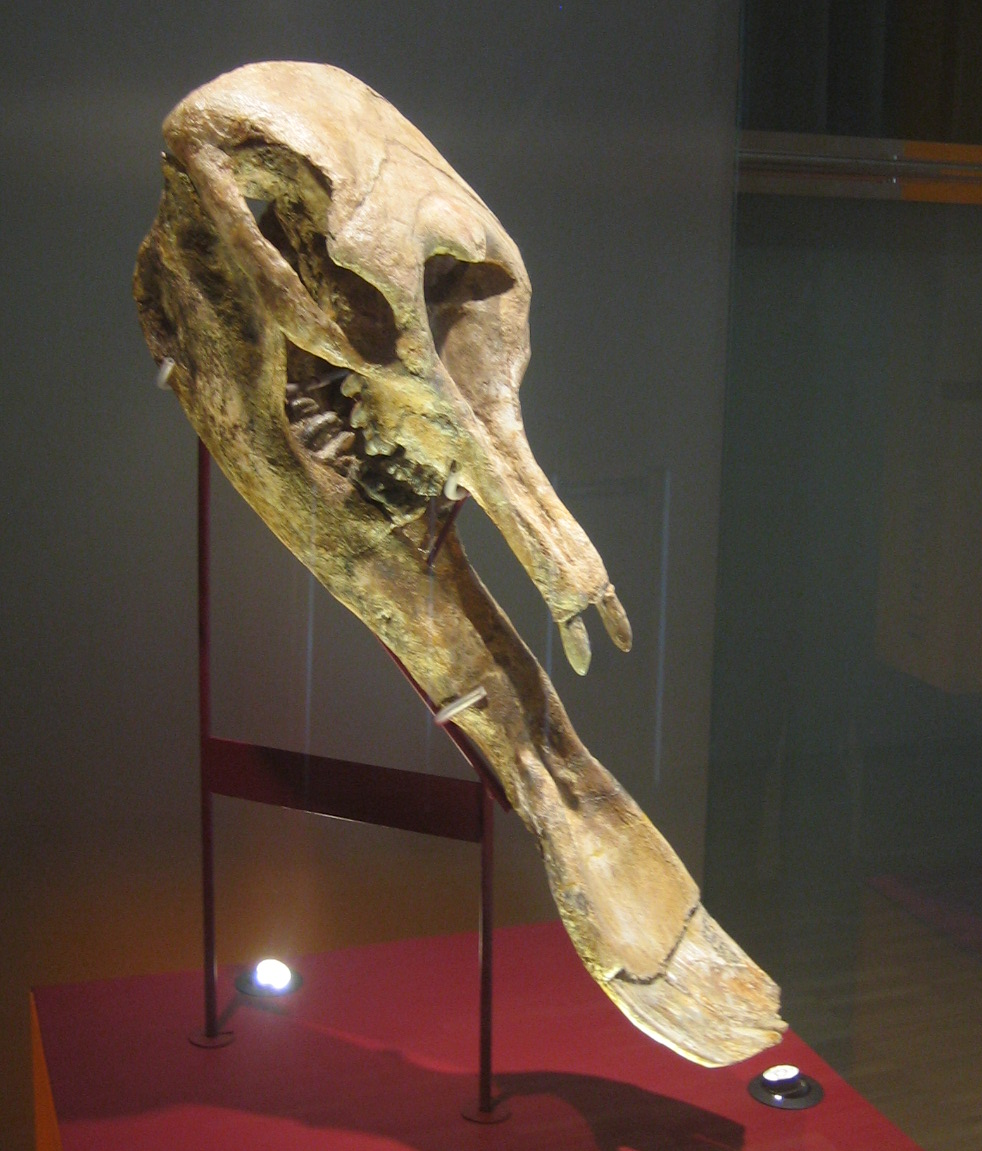
铲齿象头骨

铲齿象以前被认为生活在草原的沼泽地区，用其牙齿铲水生植被和半水生植被。不过，牙齿磨损图案表明，它利用其下面的暴牙剥去树皮，并可能使用了尖锐的门牙形成“铲”的边缘，就像一个现代的镰刀，抓住树枝并用下齿将其从树上切断。

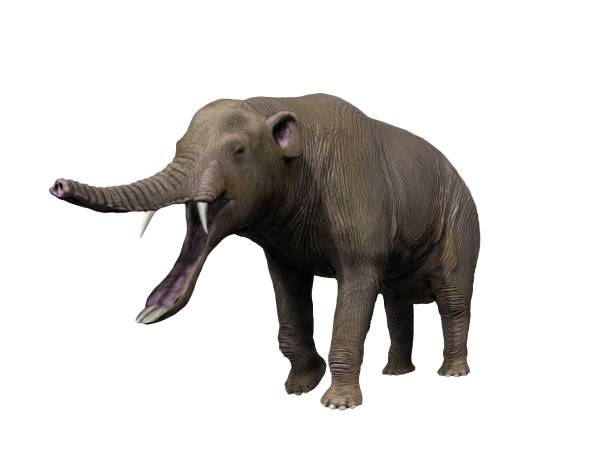
铲齿象的復原圖

铲齿象与同为嵌齿象科的板齿象（Amebelodon）很相似。